# Gefleckte Klapperschlange
Die Gefleckte Klapperschlange (Crotalus mitchellii) ist eine Art der Klapperschlangen (Crotalus), die im südlichen Kalifornien und Nevada sowie auf der gesamten Baja California (Mexiko) und einigen Inseln im Golf von Kalifornien anzutreffen ist. Neueren Kenntnissen nach werden lediglich die Populationen der südlichen Baja California zu dieser Art gezählt; näheres hierzu siehe Abschnitt Systematik.

## Merkmale
Die Gefleckte Klapperschlange ist eine relativ große Klapperschlange mit einer durchschnittlichen Körperlänge von etwa einem Meter. Dabei werden die Vertreter der Unterart C. m. angelensis mit einer Durchschnittslänge von 1,30 Metern etwas länger, die Vertreter der C. m. muertensis mit durchschnittlich 0,70 Metern etwas kleiner als die anderen Individuen.
In ihrer Körperfärbung variiert die Art relativ stark. Die typische Grundfärbung ist hellgrau bis gelbgrau, außerdem kommen Individuum mit cremefarbener, gelber, orangegelber, rosafarbener oder hellbrauner Basisfärbung vor. Das Zeichnungsmuster besteht aus Flecken im vorderen Körperabschnitt, die zum Schwanz hin allmählich in Querbalken übergehen und meistens dunkelgrau sind; auch diese sind allerdings farblich sehr unterschiedlich und können das ganze Farbspektrum der Grundfarben annehmen. Sie sind zudem häufig nur undeutlich erkennbar und bei einigen Individuen kaum wahrnehmbar.

## Verbreitung und Lebensraum
Das Verbreitungsgebiet der Gefleckten Klapperschlange reicht vom südlichen Kalifornien, dem südlichen Nevada und dem westlichen Arizona bis zur Baja California (Mexiko), die fast vollständig besiedelt ist. Außerdem sind einige Inseln im Golf von Kalifornien und die Pazifikinseln Magdalena und Santa Margarita von ihr besiedelt.
Der Lebensraum der Schlange ist dominiert von steinigen Wüstengebieten mit Kakteen und anderen Sukkulenten als vorherrschender Vegetation.

## Schlangengift
In der Wirkung sowie in der Giftmenge variiert das Gift der Gefleckten Klapperschlange teilweise sehr stark; im Regelfall führt es vor allem zu lokalen Gewebezerstörungen und Schmerzen, denen eine allgemeine Übelkeit folgt.

## Systematik
The Reptile Database listet keine Unterarten (Stand Juni 2023). In älterer Literatur finden sich folgende Unterarten:
- C. m. angelensis endemisch auf der Insel Angel de la Guarda im Golf von Kalifornien – anerkannt als eigenständige Art, Angel-Klapperschlange (C. angelensis)[1]
- C. m. mitchellii in der südlichen Hälfte der Baja California
- C. m. muertensis endemisch auf der Isla El Muerto im Golf von Kalifornien – Synonym von C. pyrrhus[1]
- C. m. pyrrhus in der nördlichen Hälfte der Baja California, in Südkalifornien und West-Arizona – anerkannt als eigenständige Art, Südwestliche Gefleckte Klapperschlange (C. pyrrhus)[1]
- C. m. stephensi in Südnevada und Teilen von Südkalifornien – anerkannt als eigenständige Art, Panamint-Klapperschlange (C. stephensi)[2]

## Belege

### Zitierte Belege
1. 1 2 3 4  The Reptile Database, Crotalus mitchellii (aufgerufen am 23. Juni 2023)
2. ↑  Michael E. Douglas, Marlis R. Douglas, Gordon W. Schuett, Louis W. Porras, Blake L. Thomason: Genealogical Concordance between Mitochondrial and Nuclear DNAs Supports Species Recognition of the Panamint Rattlesnake (Crotalus mitchellii stephensi). Copeia 2007(4); S. 920–932. Volltext-PDF (Seite nicht mehr abrufbar, festgestellt im April 2018. Suche in Webarchiven)  Info: Der Link wurde automatisch als defekt markiert. Bitte prüfe den Link gemäß Anleitung und entferne dann diesen Hinweis.